# Borines
Borines (asturisch Boriñes) ist eines von 24 Parroquias in der Gemeinde Piloña der autonomen Region Asturien in Spanien.
Die  196 Einwohner (2011) leben in 13 Dörfern auf einer Fläche von 13,04 km2. Der Río Piloña fließt durch das Parroquia.

## Sehenswürdigkeiten
- Kirche „Iglesia de San Martin“ in Borines
- 200 Jahre alte Wassermühle „Molino El Rosequín“ in Borines
- mehrere alte Hórreos im gesamten Parroquia

## Dörfer und Weiler in der Parroquia
- Borines – 28 Einwohner 2011 43° 23′ 36″ N, 5° 19′ 22″ W
- La Infiesta – 20  Einwohner 2011 43° 24′ 15″ N, 5° 19′ 5″ W
- Moñio – 14  Einwohner 2011 43° 23′ 12″ N, 5° 18′ 53″ W
- Sieres – 50 Einwohner 2011 43° 23′ 45″ N, 5° 18′ 54″ W
- Viyao – 40 Einwohner 2011 43° 23′ 44″ N, 5° 20′ 32″ W
- Castañoso – 6 Einwohner 2011
- El Escobal – 2 Einwohner 2011
- La Llama – 5 Einwohner 2011
- El Mortorio (El Mortoriu) – 2 Einwohner 2011
- San Feliz – 14 Einwohner 2011 43° 23′ 53″ N, 5° 18′ 52″ W
- San Martin de Borines (Samartín) – 15 Einwohner 2011